# Biblioteca Avril Robarts
La Biblioteca Avril Robarts (anteriormente el Centro de Recursos de Aprendizaje Avril Robarts (LRC) ) es una de las tres bibliotecas pertenecientes  a la Universidad John Moores de Liverpool (LJMU) en Liverpool, Inglaterra. Se encuentra en 79 Tithebarn Street y sirve al campus de la ciudad ubicado principalmente en Byrom Street.
Su galardonado edificio Tithebarn fue diseñado por los arquitectos Austin-Smith: Lord, y construido en 1997. Al frente, está el Superlambanana, una escultura icónica de Liverpool. El edificio es conocido localmente por los estudiantes como el Tithebarn (después del edificio) o el edificio (Super) lambanana (después de la estatua) en el frente.
La Biblioteca Avril Robarts tiene una superficie bruta de 6.159 m2, lo que la convierte en la más grande de las tres bibliotecas universitarias; las otras son las bibliotecas Aldham Robarts y IM Marsh. El edificio de cuatro pisos contiene 308 computadoras personales junto con innumerables libros y catálogos en línea que atienden principalmente a los estudiantes de las Facultades de Ciencias, Ingeniería y Tecnología y Educación, Salud y Comunidad.  Wi-Fi está disponible en todo el complejo, al que se puede ingresar escaneando una tarjeta de identificación de estudiante relevante junto a los torniquetes de la planta baja.. Otros servicios disponibles incluyen investigación y apoyo al alumno,  Skills @ LJMU, bienestar y asesoramiento  sobre salidas laborales. La biblioteca de Avril Robarts está abierta las 24 horas, los 7 días de la semana durante el período lectivo para los titulares de tarjetas de estudiante, aunque algunos servicios (que requieren personal académico) están restringidos fuera del horario de atención del personal. 
Es miembro de Libraries Together: Liverpool Learning Partnership (evolucionado de Liverpool Libraries Group) que se formó en 1990. En virtud de la cual, un lector registrado en cualquiera de las bibliotecas miembro puede tener derechos de acceso a las otras bibliotecas dentro de la asociación.

## Historia
En la década de 1990, LJMU se embarcó en una iniciativa para mejorar los espacios de estudio y las bibliotecas para sus estudiantes. La primera biblioteca construida a través de esta iniciativa fue la Biblioteca Aldham Robarts, en Maryland Street, al servicio del campus Mount Pleasant de LJMU. La biblioteca fue descrita como un gran éxito para la universidad y sus estudiantes, lo que llevó a la decisión de construir otro LRC cerca del campus de la ciudad de LJMU, con la propuesta inicial hecha a principios de 1992, y después de que los gobernadores consideraran la financiación del proyecto, el LRC se relacionó con el programa de desarrollo de capital y la estrategia patrimonial, la propuesta fue aclarada en el Plan Estratégico 1992-1996 (Liverpool John Moores University, 1993).

## Edificio
La biblioteca de Avril Robarts se encuentra dentro del edificio Tithebarn. El edificio es curvo con un radio de 72 metros, cubierto con una fachada larga de ladrillo y vidrio, que redondea la curva desde Tithebarn Street hasta Vauxhall Road. La estructura curva está hecha de un marco de acero sobre cimientos apilados. La gran cantidad de ventanas tiene como objetivo aligerar el espacio interno del edificio proporcionando un ambiente tranquilo para los estudiantes. El edificio también alberga la Escuela de Salud de la universidad, una sala de conferencias Stanton Fuller con capacidad para 200 asientos y una cafetería.

## Información general

### Ubicación
La biblioteca Avril Robarts se encuentra en 79 Tithebarn Street en Liverpool, L2 2ER (Reino Unido ). La biblioteca incluye fondos sobre:
Facultad de Ingeniería y Tecnología, que incluye los siguientes departamentos:
- Instituto de Investigaciones Astrofísicas
- Centro de Emprendimiento
- Departamento de Matemática Aplicada
- Departamento de Medio Ambiente Construido
- Departamento de Ingeniería Civil
- Departamento de Ciencias de la Computación
- Departamento de Electrónica e Ingeniería Eléctrica
- Departamento de Ingeniería Marítima y Mecánica
- Instituto de Investigación en Ingeniería y Tecnología
- Centro Marítimo LJMU

Facultad de Ciencias, que incluye las siguientes escuelas:
- Facultad de Ciencias Naturales y Psicología Humanidades y Ciencias Sociales
- Facultad de Farmacia y Ciencias Biomoleculares
- Facultad de Ciencias del Deporte y el Ejercicio

## Horario
Horarios de apertura 
Durante el período lectivo, la biblioteca cuenta con personal entre los horarios de:
- 8:45 a. m. - 11 p. m. de lunes a viernes
- 10 a. m. - 8 p. m. sábados y domingos

Durante los períodos fuera del período académico, la biblioteca cuenta con personal entre los horarios de:
- 8:45 a. m. - 7 p. m. de lunes a viernes
- 10 a. m. - 4 p. m. sábado

Los estudiantes de LJMU pueden acceder a la biblioteca las 24 horas del día, los 7 días de la semana, incluso cuando la biblioteca no cuenta con personal (recepción). Sin embargo, los estudiantes deben tener sus tarjetas de identificación para acceder al edificio (pasando por los torniquetes) y acceder a los servicios con bloqueo de identificación.